# 캐롤라인 허셜
캐롤라인 허셜(Caroline Herschel, 1750년 3월 16일~1848년 1월 9일)은 독일에서 태어난 천문학자이다. 하노버에서 태어나 오빠 등의 가족을 따라 영국으로 이민을 가 천문학자로 활동했다가 오빠가 사망한 이후 독일로 귀향하여 천문학자로 활동했다.